# Mike Haridopolos
Michael John Haridopolos, dit Mike Haridopolos, né le 15 mars 1970 à Huntington, dans l'État de New York, est un homme politique américain, membre du Parti républicain. Il est représentant pour la Floride depuis 2025.

## Biographie
En avril 2024, après le retrait du représentant Bill Posey, Mike Haridopolos se déclare candidat à sa succession dans le 8e district de Floride pour les élections du 5 novembre suivant. Il est élu en obtenant 62,24 % des voix face à la candidate démocrate Sandy Kennedy.